# 日能研
株式会社日能研（にちのうけん）は、神奈川県横浜市に本部を置く進学塾。
主な業務は中学受験学習指導。「シカクいアタマをマルくする」という広告で知られる。キャッチフレーズは「応援します 輝く目を持つ子どもたち」。
全国に約160教室ほどを展開しており、全国の日能研生徒は約3万人で、中学受験塾においては最大手である。

## 概要
中学受験の試験が２月頭に行われることから、以下のような学期分けがされている
- 前期･･･2月～7月
- 後期･･･9月～1月

## 沿革
- 1953年 - 日能研菊名校を開設[2]。
- 1973年1月 - 「株式会社日本能率進学研究会」設立。
- 1979年 - 日能研公開模試を開始。
- 1993年 - 「株式会社日能研」に社名を変更。
- 2005年 - DI採点方式導入。

## 学習カリキュラム

### ステージ制
- ステージI - 1〜3年生全部
- ステージII - 4年生前期
- ステージIII - 4年生後期～5年生前期
- ステージIV - 5年生後期～6年生前期
- ステージV - 6年生後期～11月

なお、6年生12月から1月は、冬期講習と「合格力ファイナル」になるので、ステージに分類されない。小学校休業中には春期講習、夏期講習、冬期講習（6年生は「合格力ファイナル」）が実施され、問題演習と解説中心の授業が行われる。中学入試に必要な学習内容はステージIVまでに履修し、6年生の12月になるとテスト形式になる。

## 授業スタイル

### 予習
予習は奨励されていない。主な理由は、
- 授業中の集中力を増す
- 新しい知識を得る喜びを得ることで、学習意欲を増す
- 非効率的な学習になることを防ぐ
- 勘違い・思い込みを防ぐ

などである。授業は復習や生徒との「対話」を重視する。家庭学習の量は教室により異なる。また、6年生後期になるとテキストの一部が予習として出されるクラスもある。

### 授業時間、内容
テキストは10年おきに更新されており、現在のテキストでは写真、図が多用されている。授業時間は、1コマ1時間10分で平日は最大3コマ、土曜は4コマ（一部校舎では5コマ）

## 日特
小学6年生では毎週日曜日に日特（日能研入試問題研究特別講座）が開講される、実際の入試レベルの問題を演習形式で解く。前期日特は小学6年生の2月から小学6年生の7月までの期間、後期日特は小学6年生の9月から1月までの期間で開講される。
前期日特・後期日特はいずれも午前、午後のクラスがあるが（授業時間は8時45分～12時30分、13時00～16時45分）、もう一方の時間でテストを受ける。

### 6年前期
前期日特は、「マスター選抜日特」（成績上位の生徒のみが参加できる）、「マスター日特」、「アドバンス日特」（応用・標準クラス）、「公立中高一貫校対策講座」、

### 6年後期
前期と変わらず所属校舎でも開講されるが、後期日特は「難関校日特」、「上位校日特」、「公立中高一貫校対策講座」、「合格力完成日特」が行われ、生徒たちに合わせて別々のカリキュラムが組まれている。難関校、上位校では志望校別の日特が開講される（開成日特、桜蔭日特など）。志望校別の日特は、その学校の最寄りの校舎で行われることが多い。（開成日特は西日暮里校で行われる）

## MY NICHINOKEN
2003年度より、インターネットを利用した 「MY NICHINOKEN」という会員サービスを開始した。

### 機能（一部）
- テストの結果（テスト結果は、テストの翌々日までには見ることができる。）
- 学校情報
- 過去問、入試問題解答速報
- 教室からのお知らせ（日程など）
- 栄冠ポイントー授業やテストなどで入手できるポイントで、ノートやオリジナルグッズ等と交換できる。

なお、2022年4月1日にリニューアルされた。

### Ｎポータル
MY NICHINOKEN のまだ入塾してない人のために作られたサイト。

## テスト

### R4偏差値
「R4偏差値」とは、日能研が算出した合格可能性80%ラインで、「この偏差値以上の偏差値であれば、80％の確率で合格できるだろう」という目安の指標。予想R4と結果R4という2種類が存在する。

#### 予想R4
その年の入試本番前に日能研が過去のデータから算出した合格率80％の偏差値。

#### 結果R4
その年の入試本番後に日能研が入試結果のデータから算出した合格率80％の偏差値。
R4＝合格予想(結果)率=80％ライン
R3＝合格予想(結果)率=50％ライン
R2＝合格予想(結果)率=20％ライン

### テストの種類

#### 日能研全国公開模試・記述力模試・難関チャレンジテスト
1979年から始まった日能研主催の「日能研全国公開模試」は、中学受験の三大模試の一つに数えられており、首都圏を中心に全国で約12,000人が参加するテスト。約30年間蓄積されたノウハウと、入試データの分析に基づいたデータを提供している。その他、具体的なアドバイスに加え、類似問題の掲示なども行う。他にも、4年から記述力模試と難関チャレンジテストが始まる。6年生の9月-12月に実施される「合格判定テスト」は1か月に一度（12月は二度）行われる。また、その際に難関校問題研究講座が桜蔭・開成をはじめとする難関校受験生のために開かれる。又、この模試は外部からの受験者も受け付けているほか、各中学校・高等学校・大学校などに校舎を借りて実施することもある。これは、入試本番の雰囲気に慣れておくためのものである。6年後期に三回、ファイナル256という、自分の志望校にあった型のテスト形式のテストも行われる校舎もある。

#### 学習力育成テスト
4・5年生では２週に一度、6年生ではほぼ毎週「学習力育成テスト」という復習テストが実施され、学んだ内容の定着が図られる。また、 5年から思考力育成テストが行われる。6年後期からは、「学習力育成テスト」から「合格力育成テスト」という名前に変わる。また、「合格力実践テスト」が追加され、志望校への合格を図る。（3年生の場合は1ヶ月に一度のマイファーストテストがある。）Wクラスは基礎と共通　Gクラスは共通と応用を受験するというのが基本だが、校舎の規模によってはWクラスでも応用を受ける事がある。

## クラス編成
- 習熟度別クラス編成をとっている。1クラスは10人～35人程度と幅広く[要出典]、各地区の教室・クラスにより異なっている[要出典]。
- クラス替えは、1年間に5〜6回ほどある[要出典]。受験校に合わせ、学び方の違う数種のクラスを用意している教室もある[要出典]。
- 小学5年、小学6年のクラスでは、教室の中の生徒たちの座席は成績順で決まる[要出典]。小学3年、4年の座席は校舎による。
- 入塾希望者は小学2年生の後期から、小学6年生の前期まで入塾可能である[要出典]。また小学1・2年生には「ユーリカ！きっず」という入塾準備もある。
- 日能研の入塾希望者は、日能研の教室が実施する「入会資格テスト（無料）」を受験する必要がある[要出典]。そのテスト科目は国語・算数の2教科であり、その結果で、入塾の可否、クラスなどが決められる[要出典]。通塾生以外も講習のみは受講できる[要出典]。
- クラスの数は教室によって大きく異なる[要出典]。
- 2つのクラスに大きく組み分けされる。「Aクラス」（アドバンス）は標準のクラス 、「Mクラス」（マスター）は応用のクラスとなっている[要出典]。校舎によっては、A1、A2、A3、M1、M2など、それぞれの中でも区別されている。一部の校舎ではWクラスが標準クラス、G・Rクラスが応用のクラスとなっていて、G1・G2と分かれているクラスもある[要出典]。一部は特別クラスが特設されている。東海地区では、「Ｚクラス」という発展クラスがあり、愛知の千種校にのみある。関東地方では、「TMクラス」（トップ・オブ・マスタークラス）という選抜のクラスがある。（TMクラスは、関東地方で5校しか無く、その地域の中でもトップレベルの講師達が教えている[要出典]）。[要出典]。

## 安全対策・防犯

### Nバッグ・Nブザー
Nバッグの「N」字部分には反射材を採用、ライトが当たると浮き上がって見え、自動車の運転者の注意を喚起している。バッグの肩ひもに装着できる防犯ブザー「Nブザー」もある。Nバッグの使用は自由となっている。

### Nセキュリティ
警察OBだけで組織する日能研の防犯組織である。活動は幅広く、教室と最寄駅間の通塾ウォッチや、機会を見つけては子どもたちに自己防衛とは何かを説いたり、保護者の防犯相談窓口としても機能する。

### Nパス（日能研パス・サイン）
日能研生には正会員証兼Nパスが配られ、入退室時にタッチすると入退室情報が登録したメールに届くシステム。なお、2020年夏より、親用の特別会員カードが導入された校舎もある。

## その他

### 日能研ユースリーダーズ・スカラシップ
- 日能研では特待生制度を導入している校舎もある。
- 毎年、テストの成績や学習態度、志望校で選考され、選抜されると授業・テスト・期間講習・一部の特別講座・教材等の費用が全額免除される。
- 有効期間は4年生の場合1年間、5・6年生の場合半年間である。

### 運営
- 英語教室「Drフォニックス」 - 小・中学生対象
- 家庭教師・個別指導教室ユリウス - 小1 - 高3対象
- 通信教育「知の翼」 - 小学生対象（2016年にサービス終了）

### 労働組合
近畿地方には、労働組合が存在している。2000年に過労死を出した会社の体質を変えるためのもの。

### 広告
「シカクいアタマをマルくする」というキャッチコピーで、中学入試の頭を使う問題を掲載した広告を、電車などの公共交通機関に多数掲出している。

### ディスカバリークラブ
2005年度より、幼稚園用の「ディスカバリークラブ」という体験型勉強会および保護者向け講習会を開講。

### その他
- 合格後も英語入門教室・数学入門教室も存在する。
- 毎日小学生新聞で、入試問題の解説・アドバイスを連載している。
- 「ピアサポーター」と呼ばれる大学生（おもに日能研OB）のスタッフを雇っている。家庭学習の確認や、送り迎えのサポートをしている。
- フジテレビ系列のクイズバラエティ番組『平成教育委員会』にて、解答解説者として問題や模範回答の監修、一般小学生正答率の集計などを行っている。
- NPB12球団ジュニアトーナメントでは2015年大会から2019年大会まで特別協賛。
- 宿題の提出や小テストなどで栄冠シールと言う点数券をもらえ、貯めるとノートやオリジナルグッズなどに交換できる。
- 日能研の本部系（本部直営）の教室では誕生日プレゼントを貰える校舎がある。4,5年生は本。6年生はマグカップを貰える。本は事前に候補の中から欲しい本を選ぶことができる。なおこの候補の本は日能研と提携している書店「ちえの木の実」で扱っている本。マグカップでは、日能研のマークかSDGsマークの2種類を選べる。日能研関東系の校舎ではノートを1冊もらえる後者もある。